# تغير الفتوى بتغير الزمان والمكان
إن من أصول السعة والمرونة في الشريعة الإسلامية مجال تغيّر الفتوى بتغيّر الزمان والمكان، وهي قاعدة صاغها الفقهاء قديماً وتناولها عدد منهم بالشرح والتوضيح، وهذه القاعدة قاعدةٌ مهمة جداً عقد لها الإمام ابن القيّم فصلاً بقوله: (فصل في تغيّر الفتوى بحسب الأمكنة والأزمنة والأحوال والنيّات والعوائد).

## أهمية القاعدة
يقول ابن القيم: (هذا فصل عظيم النفع جداً وقع بسبب الجهل به غلط عظيم على الشريعة أوجب من الحرج والمشقة وتكليف ما لا سبيل إليه ما يعلم أن الشريعة الباهرة التي في أعلى رتب المصالح لا تأتي به فإن الشريعة مبناها وأساسها على الحكم ومصالح العباد في المعاش والمعاد وهي عدل كلها ورحمة كلها ومصالح كلها وحكمة كلها، فكل مسألة خرجت عن العدل إلى الجور، وعن الرحمة إلى ضدها، وعن المصلحة إلى المفسدة، وعن الحكمة إلى العبث، فليست من الشريعة وإن أدخلت فيها بالتأويل، فالشريعة عدل الله بين عباده ورحمته بين خلقه وظله في أرضه وحكمته الدالّة عليه وعلى صدق رسوله صلى الله عليه وسلم) 
ويُعبر البعض عن هذه القاعدة بقوله (تبدّل الأحكام بتغير الزمان والمكان) وقد كره بعض العلماء هذا التعبير لأن الحكم ثابت لا يتغيّر، وإنما الذي يتغيّر هو الفتوى به حسب المقتضى الشرعي.

## بيان المراد بهذه القاعدة
إن أحكام الشريعة تنقسم إلى قسمين أساسيين:
الأوّل: القطعيّات وهي الأحكام التي مصدرها المباشر نصوص القرآن والسنة النبوية الشريفة.
كالواجبات القطعية مثل وجوب الصلاة والصوم والزكاة والحج وبر الوالدين ونحو ذلك، وكذلك المنهيات القطعية كالاعتداء على النفس والأموال والأعراض وارتكاب الفواحش ما ظهر منها وما بطن وأكل أموال الناس بالباطل ونحو ذلك، وهذا القسم يمتنع بحال أن يتطرق إليه التغيير أو التبديل؛ لأنه ثابت بنص قطعي لا يمكن أن يتغيّر عن حالة واحدة، ويمكن أن يُستدل لذلك بأدلة كثيرة، فمن ذلك قول الله تعالى: (وتمت كلمة ربك صدقاً وعدلاً) قال قتادة: صدقاً فيما قال وعدلاً فيما حكم.
الثاني: الأحكام الاجتهادية المبنية على المصلحة أو على القياس أو العرف أو العادة.
وهذا القسم يمكن أن يتغير حسب المصلحة لأن الأصل الذي يُبنى عليه أصل متغير سواءٌ أكان مصلحة أو عادة أم عرفاً.
جاء في شرح مجلة الأحكام العدلية ((إن الأحكام التي تتغير بتغير الأزمان هي الأحكام المستندة على العرف والعادة؛ لأنه بتغير الأزمان تتغير احتياجات الناس، وبناء على هذا التغير يتبدل أيضاً العرف والعادة وبتغير العرف والعادة تتغير الأحكام، بخلاف الأحكام المستندة على الأدلة الشرعية التي لم تُبنَ على العرف والعادة فإنها لا تتغير))
واختلاف الاجتهاد وتغيّره سواء أكان على مستوى المجتهد الواحد بأن يتغير اجتهاده الثاني عن اجتهاده الأول، أم كان على مستوى المجتهدين بأن تختلف اجتهاداتهم في المسألة الواحدة؛ كل ذلك من رحمة الله تعالى بعباده. يقول الأستاذ مصطفى الزرقا رحمه الله: ((قد يظن بعض المتوهمين ممن لا علم عندهم ولا بصيرة أن اختلاف الاجتهادات في الفقه الإسلامي نقيصة، ويتمنون لو لم يكن إلا مذهب واحد، وقد يذهبون إلى أبعد من هذا في أوهامهم فيرون أن اختلاف المذاهب قد يوهم تناقضاً في المصدر التشريعي.ودفعاً لهذا الوهم الفاسد نقول: إن الاختلاف المذهبي الشائن المستكره الذي ليس له في الأمة إلا سيئات الآثار إنما هو الاختلاف في العقائد؛ وأما الاختلاف الفقهي في الأحكام العملية المدنية فهو من المفاخر والذخائر؛ لأنه ثروة تشريعية كلمّا اتسعت كانت أروع وأنفع وأنجع)
ومن الأسباب المؤثرة في اختلاف الاجتهاد: العُرف والعادة: والعرف: هو ما استقرت النفوس عليه بشهادة العقول، وتلقته الطبائع بالقبول، وهو حجة، وكذا العادة وهي ما استمر الناس عليه على حكم العقول وعادوا إليه مرة بعد أخرى)
يقول الإمام القرافي رحمه الله: ((إن إجراء الأحكام التي مدركها العوائد مع تغير تلك العوائد، خلاف الإجماع وجهالة في الدين ، بل كل ما هو في الشريعة يتبع العوائد يتغير الحكم فيه عند تغير العادة إلى ما تقتضيه العادة المتجددة))
لذلك فإن العلماء جعلوا قاعدة (تغير الفتوى بغير الزمان والمكان) متفرعة عن قاعدة (العادة محكّمة). قال ابن عابدين رحمه الله: اعلم أن اعتبار العادة والعرف رجع إليه في مسائل كثيرة حتى جعلوا ذلك أصلاً فقالوا في الأصول في باب ما تترك به الحقيقة: تترك الحقيقة بدلالة الاستعمال والعادة).

## مفهوم تغير الزمان
فالمقصود بتغير الزمان تغير العادات والأحوال للناس في زمن عنه في زمن آخر، أو في مكان عنه في مكان آخر مهما اختلفت المؤثرات التي أدت إلى تغير الأعراف والعادات، وقد أُسند التغيير إلى الزمان مجازاً، فالزمن لا يتغير، وإنما الناس هم الذين يطرأ عليهم التغيير، والتغيير لا يشمل جوهر الإنسان في أصل جبلته وتكوينه، فالإنسان إنسان منذ خلق، ولكن التغيير يتناول أفكاره وصفاته وعاداته وسلوكه مما يؤدي إلى وجود عرف عام أو خاص، يترتب عليه تبديل الأحكام المبنية على الأعراف والعادات، والأحكام الاجتهادية التي استنبطت بدليل القياس أو المصالح المرسلة أو الاستحسان أو غيرها من الأدلة الفرعية.
وإنما نُسب التغيير لتغير الزمان في كلام بعض أهل العلم، لأن الزمان هو الوعاء الذي تجرى فيه الأحداث والأفعال والأحوال، وهو الذي تتغير فيه العوائد والأعراف، فنسبة تغير الفتوى لتغير الزمان من هذا الباب، ويعبر عنه أيضاً بفساد الزمان، ويُقصد بفساد الزمان فساد الناس وانحطاط أخلاقهم وفقدان الورع وضعف التقوى، مما يؤدي إلى تغير الأحكام تبعاً لهذا الفساد ومنعاً له، وقد أصبح في انتشاره عرفاً يقتضي تغير الحكم لأجله، وقد حدث مثل هذا في عصر الصحابة، رضي الله تعالى عنهم، وفي كل العصور الإسلامية،
أما عن تغير المكان، فيعود إلى اختلاف البيئة، حيث إن له أثراً مهماً في تغير الأحكام الشرعية لأن الناس يأخذون بعض الخصائص من البيئة، وهذه الخصائص تؤثر في العادات والعرف والتعامل، لذلك تظهر عيوب القوانين بوضوح بانتقالها من أمة إلى أخرى.
فقد طلب أبو جعفر المنصور من الإمام مالك، أن يكتب للناس كتاباً يتجنب فيه رخص ابن عباس وشدائد ابن عمر، فكتب الموطأ، وأراد المنصور أن يحمل الناس في الأقطار المختلفة على العمل بما فيه، فأبى الإمام مالك وقال: لا تفعل يا أمير المؤمنين، فقد سبقت إلى الناس أقاويل، وسمعوا أحاديث، وأخذ كل قوم بما سبق إليهم، فدع الناس وما اختار أهل كل بلد لأنفسهم، فعدل المنصور عن عزمه.
وهكذا يقرر الإمام مالك ترك الناس في الأقطار المختلفة أحراراً في الأخذ بما سبق إليهم، أو اختيار ما يطمئنون إليه من أحكام ما دام هدف الجميع إقامة الحق والعدل في ضوء كتاب الله وسنة رسوله صلى الله عليه وسلم.
وهناك تأثر ليس من خصائص الناس بل من خصائص البيئة، مثل الأحكام التي خرجت للاستفادة من ماء دجلة والفرات في العراق في المذهب الحنفي، وقد تتأثر البيئة بالعوامل الجوية كالمطر والقحط والحرارة والبرودة وغيرها، وهذا يؤثر في حياة الناس وأعرافهم وعاداتهم وتعاملهم، ونتيجة لهذا التغير تختلف الأحكام مثل اختلاف أوقات العمل على حسب درجة البرودة والحرارة أو الاختلافات الأخرى مثل الحال في القطبين الشمالي والجنوبي حيث تختلف أوقات الصلاة والصوم هناك، وأيضاً يختلف البلوغ عادة في الأقطار الحارة عن الأقطار الباردة، فالصبي في سن الرابعة عشرة في بلد ما يبلغ الحلم فيصير مكلفاً، ونظيره في بلد آخر لا يبلغ فلا يكون مكلفاً، فسقوط التكليف عن أحدهما وقيامه بالآخر ليس لاختلاف الموجه إليهما، بل الخطاب واحد، ولكن الاختلاف في متعلقه وهو وقوع التكليف على من عاش في بلد حار فظهرت عليه أمارات البلوغ، وعدم التكليف على من عاش في بلد آخر ولم تظهر عليه الأمارات نفسها.

## أمثلة تطبيقية لتغير الفتوى
- تغير الفتوى بتغيّر الحال:

ما رواه عبد الله بن عمرو بن العاص رضي الله عنه قال: ((كنا عند النبي - صلى الله عليه وسلم - فجاء شاب، فقال: يا رسول الله أُقبِّل وأنا صائم ؟ قال: لا، فجاء شيخ فقال: أُقبِّل وأنا صائم ؟ قال نعم قال: فنظر بعضنا إلى بعض فقال رسول الله - صلى الله عليه وسلم - قد علمت لمَ نظر بعضكم إلى بعض إن الشيخ يملك نفسه)). فقد اختلفت فتواه - صلى الله عليه وسلم - في حكم واحد، وذلك لاختلاف الحالين.
- تغيّر الفتوى بسبب تغيّر الزمان:

ما ورد في عهد عثمان رضي الله عنه أنه أمر بالتقاط ضالة الإبل فقد روى مالك في الموطّأ ابن شهاب يقول: ((كانت ضَوالُّ الإبل في زمان عمر بن الخطاب إبلاً مؤبَّلة تنََاتج لا يمسها أحد حتى إذا كان زمان عثمان بن عفان أمر بتعريفها ثم تباع فإذا جاء صاحبها أُعطي ثمنها)).
((فقد رأى عثمان رضي الله عنه أن التقاط ضالة الإبل أولى من إرسالها ترعى الشجر وترد الماء لأنه رأى في زمانه تبدلاً في حالة الناس أورث خوفاً على أموال الرعية من أن تمتد إليها يد الخيانة، فكانت المصلحة في أمره بالتقاطها وتعريفها كسائر الأموال)).
- يقول الشيخ محمد أبو زهرة: لقد قسم العلماء أفعال النبى صلى الله عليه وآله وسلم إلى ثلاثة أقسام (ذكر منها):

القسم الثالث: أعمال يعملها بمقتضى الجبلة البشرية أو بمقتضى العادات الجارية في بلاد العرب، كلبسه صلى الله عليه وآله وسلم وأكله، وما يتناوله من حلال، وطرق تناوله، وغير ذلك فهذه أفعال كان يتولاها بمقتضى البشرية، والطبيعة الإنسانية، وعادات قومه، ومن الأمور ما اختلف فيه بعض العلماء، من حيث كون فعل النبى صلى الله عليه وآله وسلم أو تلبسه به كان من قبيل بيان الشرع أو من قبيل العادات؛ كتربية لحيته بمقدار قبضة اليد، فكثيرون على أنه من السنة المتبعة، وزكوا ذلك بأن النبى صلى الله عليه وآله وسلم قال: (قصوا الشارب وأعفوا اللحى) فقالوا: هذا دليل على أن بقاء اللحية لم يكن عادة، بل كان من قبيل حكم شرعى ـ والذين قالوا: إنه من قبيل العادة لا من قبيل البيان الشرعى قرروا أن النهى لا يفيد اللزوم بالإجماع، وهو معلل بمنع التشبه باليهود والأعاجم الذين كانوا يطيلون شواربهم ويحلقون لحاهم؛ وهذا يزكى أنه من قبيل العادة، وذلك ما نختاره
- الشيخ محمود شلتوت (شيخ الأزهر الأسبق) يقول: (والحق أن أمر اللباس والهيئات الشخصية ومنها حلق اللحى من العادات التي ينبغى أن ينزل المرء فيها على استحسان البيئة، فمن درجت بيئته على استحسان شئ منها كان عليه أن يساير بيئته، وكان خروجه عما ألف الناس فيها شذوذا عن البيئة)[12]
- جاء في كتاب نهج البلاغة : سُئل عليٌّ ـ كرَّم الله وجهه ـ عن قول الرسول ـ صلى الله عليه وسلم: «غيِّروا الشَّيْبَ ولا تَشَبَّهُوا باليهود». فقال: إنما قال النبي ذلك والدينُ قُلٌّ، فأما الآن وقد اتَّسع نطاقه، وضرب بجرانه فامرؤٌ وما يَختار. مِن أجل هذا قال بعض العلماء: لو قيل في اللحْية ما قيل في الصبْغ مِن عدم الخُروج على عرف أهل البلد لكان أولَى، بل لو تركت هذه المسألة وما أشبهها لظُروف الشخص وتقديره لمَا كان في ذلك بأس. وقد قيل لأبي يوسف صاحب أبي حنيفة ـ وقد رُؤي لابسًا نَعْلَيْنِ مَخْصُوفيْن بمَسامير ـ إن فلانًا وفلانًا من العلماء كرِهَا ذلك؛ لأن فيه تَشَبُّهًا بالرهبان فقال: كان رسول الله ـ صلى الله عليه وسلم ـ يلبسُ النعال التي لها شعْر، وإنها مِن لبس الرهبان! وقد جرَى على لسان العلماء القول: بأن كثيرًا ممَّا ورَد عن الرسول ـ صلى الله عليه وسلم ـ في مثل هذه الخِصال يُفيد أن الأمر كما يكون للوُجوب يكون لمُجرد الإرشاد إلى ما هو الأفضل، وأن مُشابهة المُخالفين في الدِّين إنما تَحرُم فيما يُقصد فيه الشبه بشيء مِن خصائصهم الدينية، أمَّا مُجرَّد المشابهة فيما تجري به العادات والأعراف العامة فإنه لا بأْس بها ولا كَراهة فيها ولا حُرمة، والله أعلم.[13]
- روى البخاري عن زيد بن خالد الجهني، قال: جاء أعرابي إلى النبي صلى الله عليه وسلم فسأله عما يلتقطه فقال: «عرفها سنة ثم احفظ عفاصها ووكاءها، فإن جاء أحد يخيرك بها وإلا فاستنفقها»، قال: يا رسول الله فضالة الغنم؟ قال: «لك أو لأخيك أو للذئب»، قال: ضالة الإبل، فتمعر وجه النبي صلى الله عليه وسلم فقال: «مالك وما لها، معها حذاؤها وسقاؤها ترد الماء وتأكل الشجر»، وفي رواية أخرى عنه: «دعها فإن معها غذاءها وسقاءها ترد الماء وتأكل الشجر حتى يجدها ربها» (البخاري ومسلم). فكانت ضوال الإبل في زمن عمر رضي الله عنه إبلاً مرسلة تتناتج ولا يمسها أحد، حتى إذا كان زمن عثمان بن عفان رضي الله عنه أمر بمعرفتها وتعريفها ثم تباع (أخرجه البيهقي في السنن الكبرى)، فإذا جاء صاحبها أعطي ثمنها، وهذا على خلاف ما بيِّنه رسول الله صلى الله عليه وسلم، وذلك لفساد الزمان وجرأة الناس على تناول ضوال الإبل وأخذها، ففهم عثمان رضي الله عنه الغاية من أمر الرسول صلى الله عليه وسلم بترك ضوال الإبل وهو حفظها لصاحبها، فلما فسد الزمان، حافظ على المقصود من حديث النبي صلى الله عليه وسلم، وإن خالفه ظاهراً، ولكنه موافق له حقيقة.[14]

## وصلات خارجية
- تغير الأحكام في الشريعة - إسماعيل كوكسال
- تغير الظروف وأثره في اختلاف الأحكام في الشريعة الإسلامية- محمد قاسم المنسي